# Gaiola Aberta: Tempos de JK e Schmidt
Gaiola Aberta: Tempos de JK e Schmidt é um livro do escritor brasileiro Autran Dourado. É um livro de memórias que nos expõem o dia-a-dia do ex-presidente Juscelino Kubitschek sem uma sequência definida. O escritor que foi  assessor no governo de Minas e secretário de imprensa da República, de 1958 a 1961 no governo de JK, expõe fatos que presenciou na época em que esteve com Juscelino e com o poeta Augusto Frederico Schmidt no Palácio do Catete.